# Villadose
Villadose ist eine nordostitalienische Gemeinde (comune) mit 4661 Einwohnern (Stand 31. Dezember 2023) in der Provinz Rovigo in Venetien. Die Gemeinde liegt etwa 8,5 Kilometer östlich von Rovigo in der Polesine.

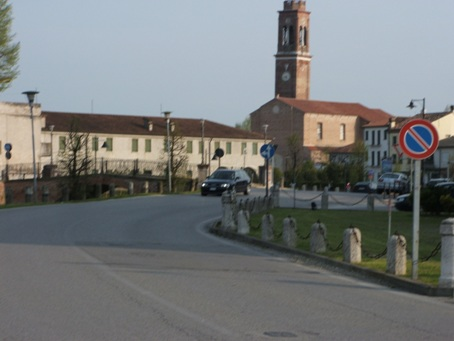
Via Umberto in Villadose

## Geschichte
Erstmals taucht Villadose als Ortsbezeichnung in einem Dokument aus dem 13. Jahrhundert aus. Von 1484 bis 1797 gehört die Gemeinde zur Republik Venedig.

## Verkehr
Die frühere Strada statale 443 di Adria (heute Regionalstraße) führt von Rovigo durch die Gemeinde zur Adria.